# KD Avia

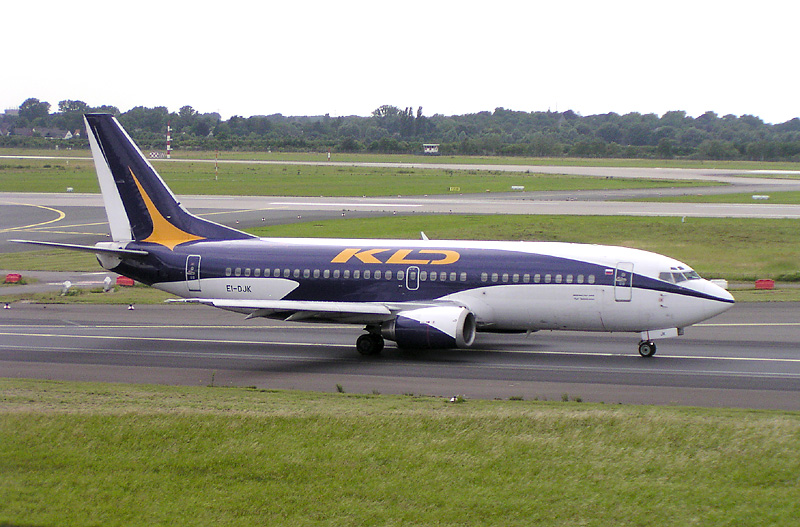
Boeing 737-300 KD Avia na lotnisku w Düsseldorfie

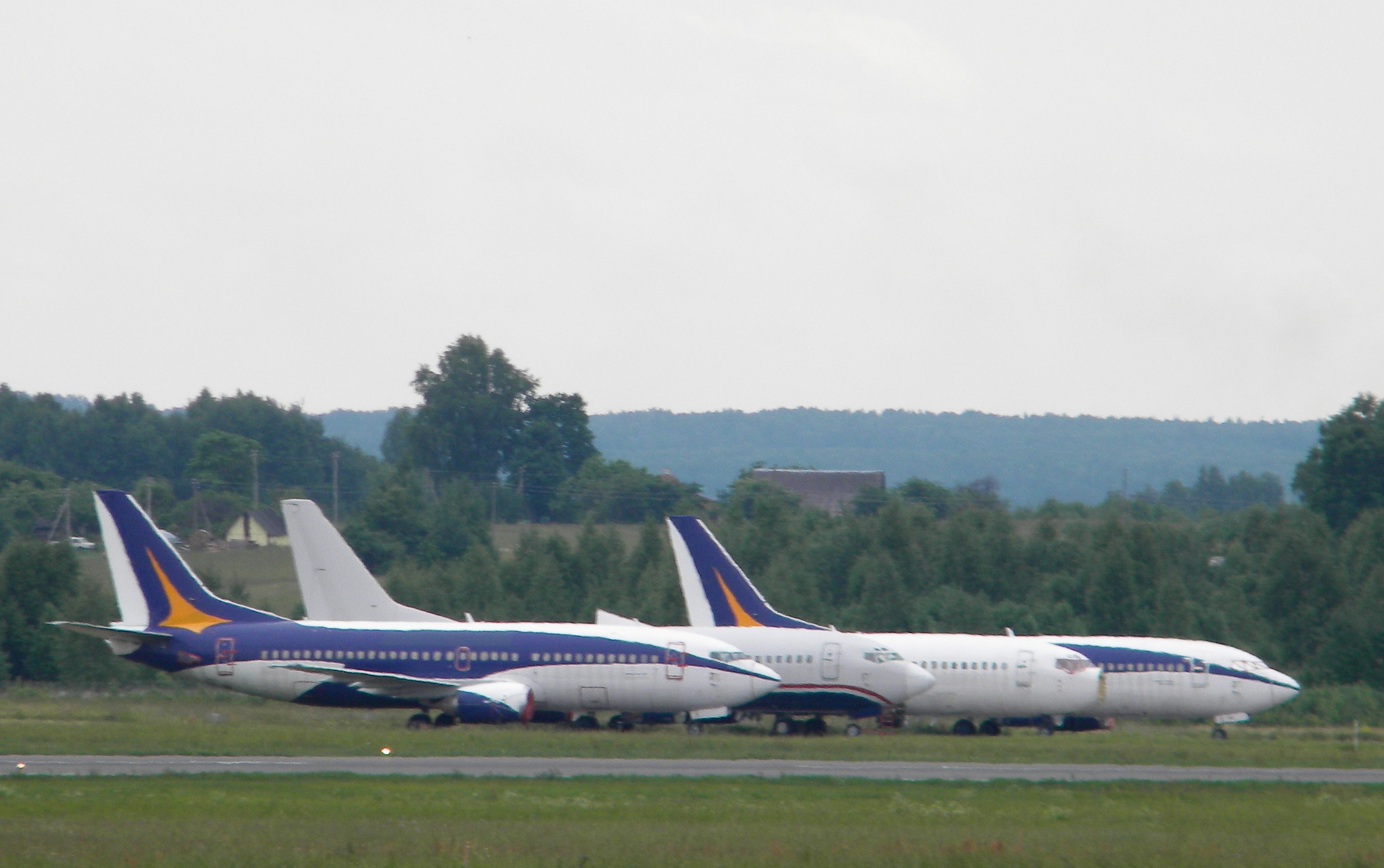
Dawne Boeingi 737 linii KD Avia niszczejące na lotnisku w Wilnie (2011)

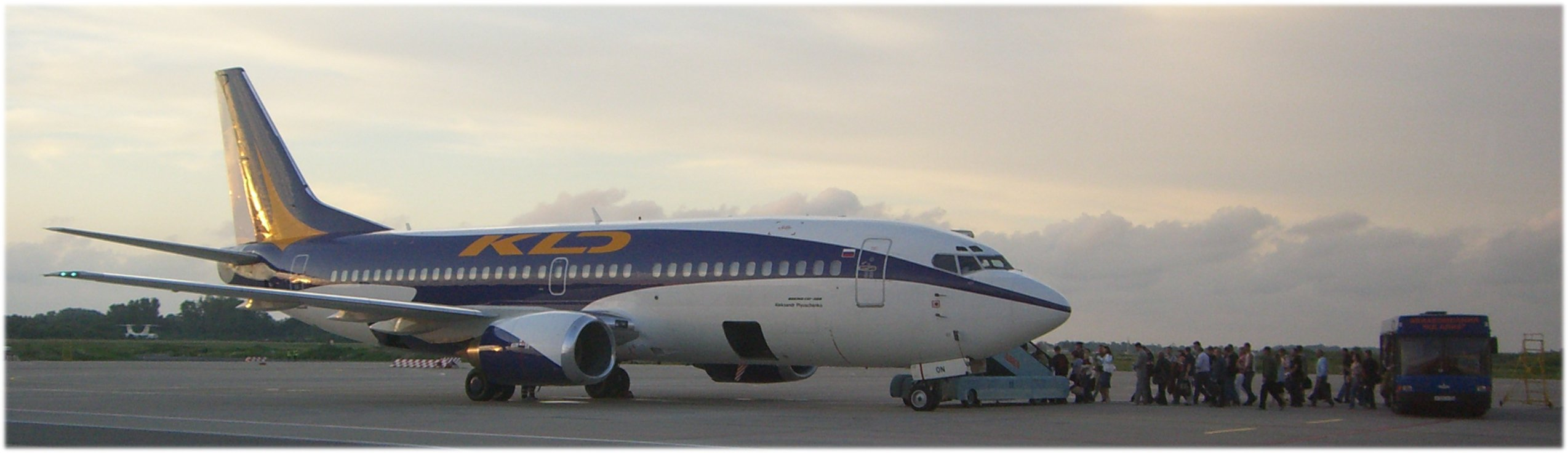
Boeing 737-300 KD Avia na lotnisku w Kaliningradzie

KD Avia – rosyjskie linie lotnicze z siedzibą w Królewcu. Obsługiwały połączenia krajowe oraz do krajów europejskich. Głównym hubem był port lotniczy Kaliningrad. Z dniem 14 września 2009 władze Rosji anulowały licencję firmy i postawiły ją w stan bankructwa.